# Castelul Barbentane
Castelul Barbentane, supranumit „Micul Trianon din Provența” sau „cel mai italian castel provensal”, este un castel situat în orașul Barbentane, Bouches-du-Rhône, Franța.

## Istorie
Acest castel a fost construit în 1674 de către arhitectul Louis-François de Royers de la Valfenière pe care l-a adus Paul-François I de Puget, co-lord de Barbentane. Castelul a fost îmbunătățit de Paul-François al II-lea, fiul primului lord de Barbentane în 1741 (au fost construite bolți plate și joase pentru care este faimos). Interiorul a fost înfrumusețat în secolul al XVIII-lea de Balthazar de Puget de Barbentane, fiul lui Paul-François al II-lea, ambasadorul lui Ludovic al XV-lea al Franței în Toscana, la vârsta de 20 de ani. A fost șambelan al Alteței Sale Serenisime Monseniorul Duce de Orleans, ministru plenipotențiar al regelui pe lângă Marele Duce de Toscana, la Florența (1768-1788).
Castelul a fost salvat în timpul Revoluției datorită faptului că Hilarion Paul du Puget, marchizul de Barbentane, fost ofițer al regelui, a fost de acord să devină general al Republicii. Prin construcția sa, se află la originea primelor suburbii ale satului. De pe treptele fațadei sale sudice, se observă o vedere remarcabilă a turnului din Barbentane, a satului și a Montagnette.
Acesta a fost deținut de Pierre Terray din 1876 până în 1907, când castelul a revenit familiei Puget.
Castelul și parcul său, precum și clădirile, sculpturile și decorațiunile parcului au fost clasificate drept monument istoric la 9 septembrie 1949. Nu se mai poate vizita din 2014.